# Peter Stevenhaagen
Peter Stevenhaagen (Haarlem, 24 d'abril de 1965) va ser un ciclista neerlandès que fou professional entre 1986 i 1992. Encara que no guanyà cap prova d'importància, si que participà diferents cops al Tour de França.

## Palmarès
- 1986
  - 1r a Heerhugowaard
- 1987
  - 1r a Dongen
- 1991
  - 1r a la Profronde van Maastricht

### Resultats al Tour de França
- 1986. 29è de la classificació general
- 1987. 45è de la classificació general
- 1988. 29è de la classificació general
- 1989. 50è de la classificació general
- 1991. 94è de la classificació general

### Resultats al Giro d'Itàlia
- 1988. No surt (6à etapa)